# Liste der Staatsoberhäupter 261
Übersicht
◄◄ | ◄ | 257 | 258 | 259 | 260 | Liste der Staatsoberhäupter 261 | 262 | 263 | 264 | 265 | ► | ►►

Weitere Ereignisse

## Afrika
- Aksumitisches Reich
  - König: Datawna (ca. 260)

- Römisches Reich
  - Provincia Romana Aegyptus
    - Präfekt: Mussius Aemilianus (259–261, zuvor 257–259 kommissarisch)

## Asien
- Armenien
  - sassanidischer Statthalter: Hormizd I. (252–270)

- China
  - Norden
    - Kaiser: Cao Huang (260–263)

  - Südwesten
    - Kaiser: Liu Shan (223–263)

  - Südosten
    - Kaiser: Sun Xiu (258–264)

- Iberien (Kartlien)
  - König: Mirdat II. (249–269)
  - Gegenkönig: Amazasp III. (260–265)

- Indien
  - Vakataka
    - König: Vindhyashakti (248–284)

- Japan (Legendäre Kaiser)
  - Kaiserin: Jingū (200–269)

- Korea
  - Baekje
    - König: Goi (234–286)

  - Gaya
    - König: Mapum (259–291)

  - Goguryeo
    - König: Jungcheon (248–270)

  - Silla
    - König: Cheomhae (247–261)

- Sassanidenreich
  - Schah (Großkönig): Schapur I. (240/242–270)

## Europa
- Bosporanisches Reich
  - König: Rheskuporis IV. (242/243–275/276)

- Römisches Reich
  - Kaiser: Gallienus (260–268)
    - Konsul: Gallienus (261)
    - Konsul: Lucius Petronius Taurus Volusianus (261)

  - Gallisches Sonderreich
    - Kaiser: Postumus (260–269)